# Бореску
Бореску (рум. Borăscu) — село у повіті Горж в Румунії. Входить до складу комуни Бореску.
Село розташоване на відстані 224 км на захід від Бухареста, 37 км на південь від Тиргу-Жіу, 58 км на північний захід від Крайови.

## Населення
За даними перепису населення 2002 року у селі проживали 958 осіб, усі — румуни. Усі жителі села рідною мовою назвали румунську.